# Federacja Indii Zachodnich na Letnich Igrzyskach Olimpijskich 1960
Reprezentacja Federacji Indii Zachodnich pierwszy i jedyny raz na letnich igrzyskach olimpijskich wystąpiła w Rzymie w 1960 roku. W skład ówczesnej reprezentacji weszli sportowcy z Jamajki (trzech spośród czterech medalistów było Jamajczykami, w tym dwa medale George'a Kerra), Trynidadu i Tobago oraz Barbadosu (medal Jamesa Wedderburna w sztafecie).
W skład reprezentacji weszło w sumie 13 sportowców w pięciu dyscyplinach sportu. Reprezentacja z dwoma brązowymi medalami zajęła 29. miejsce w klasyfikacji medalowej. Najmłodszym zawodnikiem był 21-letni wówczas Dennis Johnson, a najstarszym 50-letni Keith de Casseres.

## Medaliści Letnich Igrzysk Olimpijskich 1960

### Brązowe medale
George Kerr (lekkoatletyka, bieg na 800 metrów mężczyzn)
 George Kerr, James Wedderburn, Keith Gardner, Malcolm Spence (lekkoatletyka, sztafeta 4×400 metrów mężczyzn)

## Występy reprezentantów Federacji Indii Zachodnich

### kolarstwo
- Clyde Rimple
  - odpadł w 1/8 wyścigu sprinterskiego
  - 23. miejsce w próbie czasowej na 1000 metrów

### lekkoatletyka
- Dennis Johnson
  - odpadł w ćwierćfinale biegu na 100 metrów
  - odpadł w półfinale biegu na 200 metrów
- Clifton Bertrand - odpadł w ćwierćfinale biegu na 200 metrów
- Malcolm Spence - odpadł w ćwierćfinale biegu na 400 metrów
- James Wedderburn - odpadł w półfinale biegu na 400 metrów
- George Kerr - 3. miejsce w biegu na 800 metrów
- sztafeta George Kerr, James Wedderburn, Keith Gardner, Malcolm Spence - 3. miejsce w sztafecie 4×400 metrów
- Keith Gardner - 5. miejsce w biegu na 110 metrów przez płotki
- Paul Foreman - 12. miejsce w skoku w dal

### podnoszenie ciężarów
- Grantley Sobers - 10. miejsce (307,5 kg) w kategorii do 57 kg

### strzelectwo
- Tony Bridge - 60. miejsce w strzelaniu z pistoletu z 50 metrów
- Keith De Casseres - niesklasyfikowany w strzelaniu z pistoletu z 50 metrów

### Żeglarstwo
- Richard Bennett, Gerald Bird - 30. miejsce w klasie Flying Dutchman